# Le Bouscat
Le Bouscat (lə buska) (ou Lo Boscat en gascon) est une commune du Sud-Ouest de la France, partie intégrante de Bordeaux Métropole, dans le département de la Gironde en région Nouvelle-Aquitaine. Ses habitants sont appelés les Bouscatais.

## Géographie

### Localisation
Commune de l'aire d'attraction de Bordeaux située dans son unité urbaine et dans la ceinture intérieure de sa rocade, Le Bouscat se situe à 5 km au nord-ouest de Bordeaux, à 2,3 km de Bruges et à 6,7 km de Mérignac.
La commune se décompose en 4 quartiers :
- Lafon-Féline / Champ de course ;
- Centre-ville / Les Écus ;
- Jean-Jaurès / Providence ;
- Barrière / Marceau.

### Communes limitrophes
Les communes limitrophes sont  Bordeaux, Bruges et Eysines.
|         | Bruges     |          |
| Eysines | du Bouscat |          |
|         |            | Bordeaux |

### Géologie
La Gironde présente 2 unités géologiques distinctes aux reliefs et paysages contrastés.
Des reliefs peu marqués, organisés par l’axe Garonne-Gironde / cartographie. Le Bouscat est à 41,6 km du siège du Parc naturel régional du Médoc

### Hydrographie
La commune du Bouscat dépend du service de l'eau de la Communauté Urbaine de Bordeaux.
L'aqueduc du Taillan traverse les 7 communes suivantes du département : Bordeaux, Le Bouscat, Bruges, Eysines, le Haillan, Le Taillan, Saint-Médard-en-Jalles.
Captage Esine-La Forêt.
Le ruisseau le Limancet est actuellement canalisé sur sa quasi-totalité. Son bassin versant s’étend sur les communes de Bruges, le Bouscat, Bordeaux et Eysines.

### Climat
Pour des articles plus généraux, voir Climat de la Nouvelle-Aquitaine et Climat de la Gironde.
Historiquement, la commune est exposée à un climat océanique aquitain.  
En 2020, Météo-France publie une typologie des climats de la France métropolitaine dans laquelle la commune est exposée à un climat océanique et est dans la région climatique  Aquitaine, Gascogne, caractérisée par une pluviométrie abondante au printemps, modérée en automne, un faible ensoleillement au printemps, un été chaud (19,5 °C), des vents faibles, des brouillards fréquents en automne et en hiver et des orages fréquents en été (15 à 20 jours).
Pour la période 1971-2000, la température annuelle moyenne est de 14,1 °C, avec une amplitude thermique annuelle de 13,7 °C. Le cumul annuel moyen de précipitations est de 841 mm, avec 12,2 jours de précipitations en janvier et 5,8 jours en juillet. Pour la période 1991-2020, la température moyenne annuelle observée sur la station météorologique la plus proche, située sur la commune de Mérignac à 4 km à vol d'oiseau, est de 14,2 °C et le cumul annuel moyen de précipitations est de 924,9 mm,. Pour l'avenir, les paramètres climatiques de la commune estimés pour 2050 selon différents scénarios d’émission de gaz à effet de serre sont consultables sur un site dédié publié par Météo-France en novembre 2022.

## Urbanisme

### Typologie
Au 1er janvier 2024, Le Bouscat est catégorisée grand centre urbain, selon la nouvelle grille communale de densité à sept niveaux définie par l'Insee en 2022.
Elle appartient à l'unité urbaine de Bordeaux, une agglomération intra-départementale regroupant 73  communes, dont elle est une commune de la banlieue,,. Par ailleurs la commune fait partie de l'aire d'attraction de Bordeaux, dont elle est une commune du pôle principal,. Cette aire, qui regroupe 275 communes, est catégorisée dans les aires de 700 000 habitants ou plus (hors Paris),.

### Occupation des sols

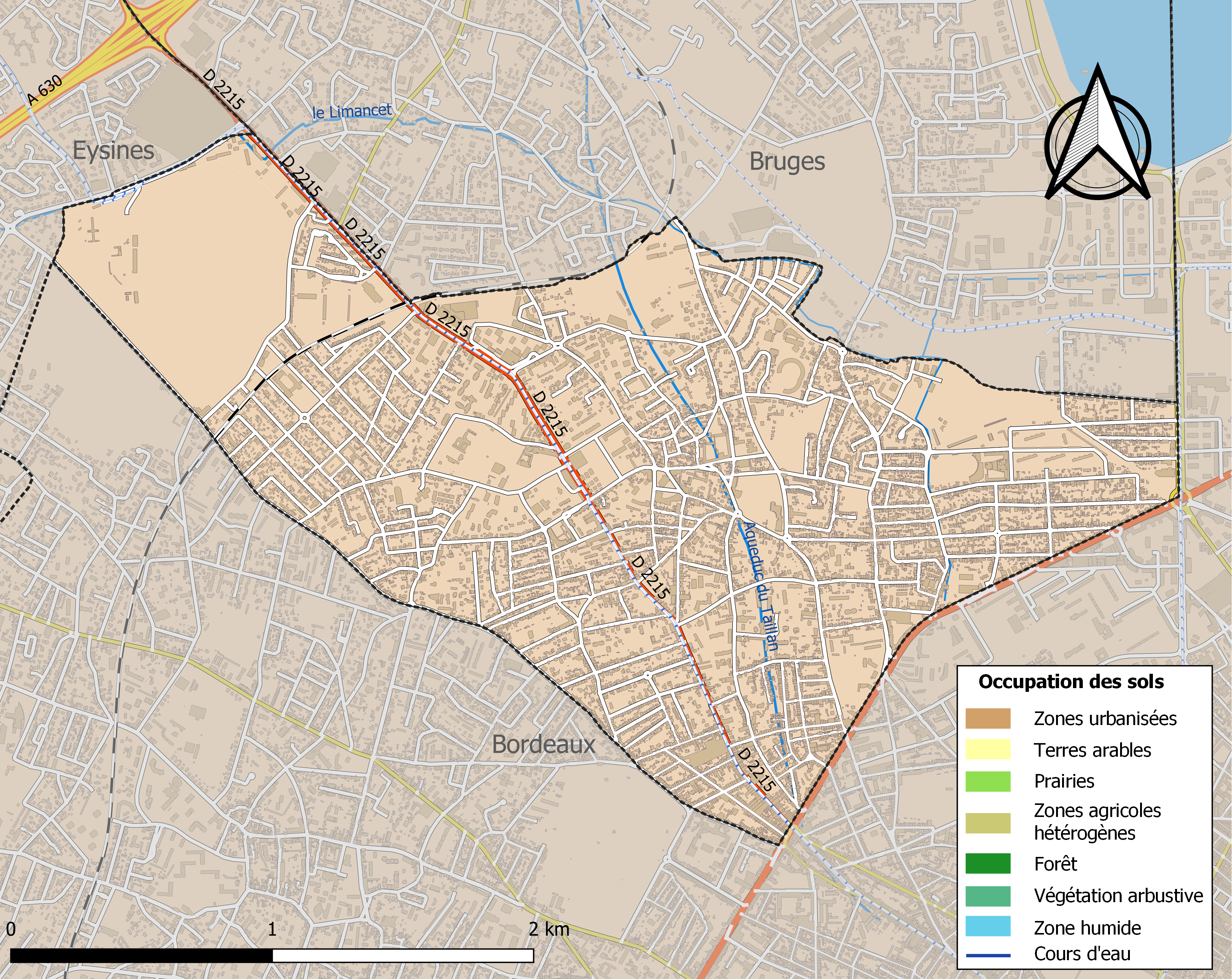
Carte des infrastructures et de l'occupation des sols de la commune en 2018 (CLC).

L'occupation des sols de la commune, telle qu'elle ressort de la base de données européenne d’occupation biophysique des sols Corine Land Cover (CLC), est marquée par l'importance des territoires artificialisés (100 % en 2018), une proportion identique à celle de 1990 (100 %). La répartition détaillée en 2018 est la suivante : 
zones urbanisées (87 %), espaces verts artificialisés, non agricoles (13 %). L'évolution de l’occupation des sols de la commune et de ses infrastructures peut être observée sur les différentes représentations cartographiques du territoire : la carte de Cassini (XVIIIe siècle), la carte d'état-major (1820-1866) et les cartes ou photos aériennes de l'IGN pour la période actuelle (1950 à aujourd'hui).
La commune dispose d'un plan local d'urbanisme,.

### Voies de communication et transports

#### Réseau routier
Le Bouscat est accessible par la rocade ( 7) ou par les boulevards (entre la barrière du Médoc et la Place Ravezies).

#### Réseau TER
Le Bouscat possède la gare du Bouscat-Sainte-Germaine en correspondance avec le tramway . 

NB. La gare de Ravezies sur l'ancienne voie ferrée menant aux quais de Bacalan été détruite dans les années 2000, elle est aujourd'hui remplacée par un bâtiment en construction (après un terrain vague accompagné d'un sentier).

#### Réseau TBM actuel
Le Bouscat est desservie par les lignes TBM suivantes:
- (arrêt Ravezies)
- (arrêts Courbet à Hippodrome, ouverture en février 2020[26])
- 7 9 15 23 27 33 35 53 70 72 73 82

NB. Jusque dans les années 1950 (dans l'ancienne version du tramway de Bordeaux), la ligne conduisant au Bouscat avait été partiellement financée par une souscription des commerçants de cette zone, qui considéraient ce tramway comme un facteur important de leur développement, ce qui par ailleurs avait suscité de nombreux débats entre les pro- et les anti-tramway de l'époque.

#### Réseau TBM à compter du 4 septembre 2023[27]
Le Bouscat sera desservie par les lignes TBM suivantes :
- (arrêt Ravezies)
- (arrêts Courbet à Hippodrome)
- 7 - 9 - 15 - 23 - 33 - 35 - 53 - 70 - 72 - 82 - FlexAéro

#### RéseauTransGironde
La ligne 422 reliant Bordeaux à Lesparre-Médoc traverse la commune.

#### BlueCub
Le 9 janvier 2014, la communauté urbaine de Bordeaux a mis en service des voitures électriques en autopartage du groupe Bolloré. Le système porte sur une centaine de véhicules, 36 stations dans la ville de Bordeaux et une station dans les six communes voisines dont Le Bouscat.

### Risques majeurs
Le territoire de la commune du Bouscat est vulnérable à différents aléas naturels : météorologiques (tempête, orage, neige, grand froid, canicule ou sécheresse), inondations, mouvements de terrains et séisme (sismicité faible). Un site publié par le BRGM permet d'évaluer simplement et rapidement les risques d'un bien localisé soit par son adresse soit par le numéro de sa parcelle.
La commune fait partie du territoire à risques importants d'inondation (TRI) de Bordeaux, regroupant les 28 communes concernées par un risque de submersion marine ou de débordement de la Garonne, un des 18 TRI qui ont été arrêtés fin 2012 sur le bassin Adour-Garonne. Les crues significatives qui se sont produites au XXe siècle, avec plus de 6,70 m mesurés au marégraphe de Bordeaux sont celles du 27 décembre 1999 (7,05 m, débit de la Garonne de 700 m3/s), du 13 décembre 1981 (6,85 m, 1500 à 2 000 m3/s), du 19 mars 1988 (6,84 m, 4 000 m3/s), du 7 février 1996 (6,77 m, 1 000 m3/s) et du 28 avril 1998 (6,73 m, 2 700 m3/s). Au XXIe siècle, ce sont celles liées à la tempête Xynthia du 28 février 2010 (6,92 m, 816 m3/s) et du 31 janvier 2014 (6,9 m, 2500 à 3 000 m3/s). Des cartes des surfaces inondables ont été établies pour trois scénarios : fréquent (crue de temps de retour de 10 ans à 30 ans), moyen (temps de retour de 100 ans à 300 ans) et extrême (temps de retour de l'ordre de 1 000 ans, qui met en défaut tout système de protection). La commune a été reconnue en état de catastrophe naturelle au titre des dommages causés par les inondations et coulées de boue survenues en 1982, 1983, 1986, 1992, 1993, 1999 et 2013,.
Les mouvements de terrains susceptibles de se produire sur la commune sont des tassements différentiels.

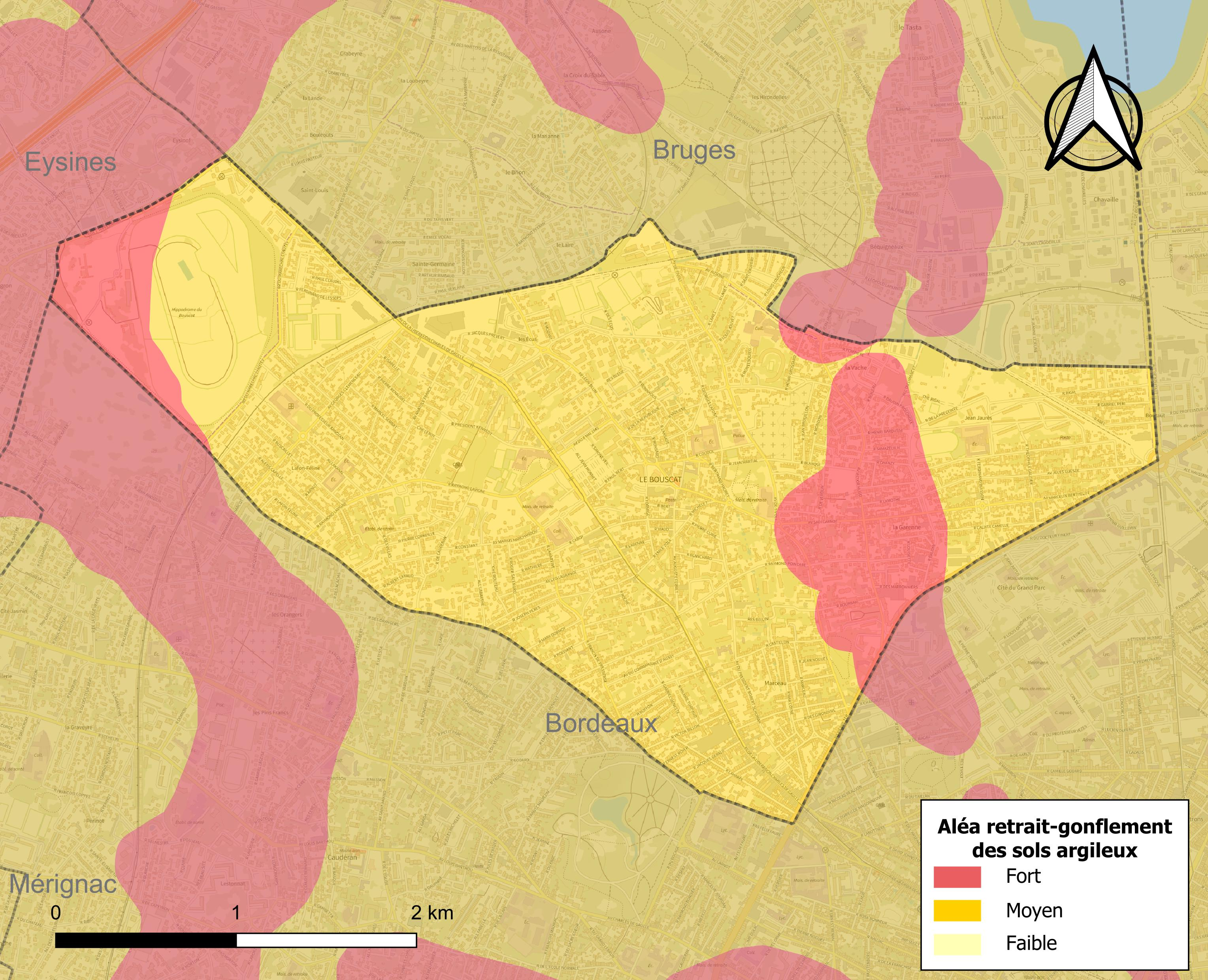
Carte des zones d'aléa retrait-gonflement des sols argileux du Bouscat.

Le retrait-gonflement des sols argileux est susceptible d'engendrer des dommages importants aux bâtiments en cas d’alternance de périodes de sécheresse et de pluie. La totalité de la commune est en aléa moyen ou fort (67,4 % au niveau départemental et 48,5 % au niveau national). Sur les 5 805 bâtiments dénombrés sur la commune en 2019, 5 805 sont en aléa moyen ou fort, soit 100 %, à comparer aux 84 % au niveau départemental et 54 % au niveau national. Une cartographie de l'exposition du territoire national au retrait gonflement des sols argileux est disponible sur le site du BRGM,.
Par ailleurs, afin de mieux appréhender le risque d’affaissement de terrain, l'inventaire national des cavités souterraines permet de localiser celles situées sur la commune.

#### Sismicité
Commune située dans une zone de sismicité faible.

## Histoire
Jusqu'au 11e siècle, le site est un hameau cerné de vignes et de cultures maraichères et entouré de forêt, mentionné dans le petit Sancius, partie préservée du Cartulaire de la Basilique Saint-Seurin de Bordeaux, tenu du IXe (814) au XVe siècle (1400),.
La première transaction portant sur le Bouscat y est inscrite dans le registre de la Comptablerie de Guienne: en 1180 Arnaud d'Illac Seigneur de Castel Endorthe donna une parcelle de forêt au chapitre Saint Seurin de Bordeaux,.
Le site passe peu après dans les possessions de la famille de Guillaume de Bordeaux (1182) Sa situation sur la route des pèlerinages de Compostelle sera la clé de son essor.
La commune est répertoriée sous le nom de Le Bousquat en 1793.
Au 19e siècle, la bourgade grandit et voit émerger de belles demeures de villégiature construites par la bourgeoisie bordelaise à côté des maisonnettes des ouvriers agricoles.  
Lors de la seconde guerre mondiale, la commune sera libérée de l'occupant, avant la commune voisine de Bordeaux, le 25 août 1945 par Paul HOCHARD et son corps franc de résistants locaux (affilié à Libé-Nord) qui investiront les bâtiments officiels et administratifs. La foule présente se dispersa rapidement à l'arrivée d'un blindé Allemand. Les FFI ne disposaient que d'une mitrailleuse. Les occupants du blindé ne firent pas de difficultés.

## Héraldique
| Blason | Blasonnement : De gueules à la champagne d'azur semée de croisettes d'argent, aux deux rameaux de sinople passés en sautoir mouvant du trait de la champagne, cantonnés en chef d'une fleur de lys d'or, le tout surmonté d'un léopard du même. |

## Politique et administration

### Liste des maires
| Période                                  | Période      | Identité                         | Étiquette | Qualité |
| ---------------------------------------- | ------------ | -------------------------------- | --------- | --- |
| Les données manquantes sont à compléter. |              |                                  |           | |
| 1918                                     | 1925         | Henri Grossard                   |           | |
| 1925                                     | 1944         | Antoine Cayrel                   | PSdF      | Député (1924-1928, 1932-1942)                                                                                            |
| 1944                                     | 1947         | Marius Marchandou                |           | |
| 1947                                     | 1948         | S. Louis                         |           | |
| août 1948                                | octobre 1977 | Max Monichon                     | CR        | Sénateur (1948-1958) |
| mars 1977                                | 1983         | Pierre Lalumière                 | PS        | Inspecteur des impôts, puis professeur agrégé à la faculté de droit de Bordeaux député au Parlement européen (1979-1984) |
| mars 1983                                | 2001         | Jean Valleix                     | RPR       | Député (1967-2002) |
| mars 2001                                | En cours     | Patrick Bobet, réélu en mai 2020 | UMP-LR    | Médecin ; ancien président de Bordeaux-Métropole (2019-2020) Suppléant de la députée Chantal Bourragué (2002-2012)       |

Lors des élections municipales de 2008 la liste dirigée par Patrick Bobet (UMP) a obtenu 29 sièges avec 65 % des voix, tandis qu'une liste PS-PC a obtenu 34 % des voix et 6 sièges. Cette liste d'opposition était conduite par Michel Vincent.

### Intercommunalité

Le Bouscat au sein de Bordeaux Métropole.

Commune membre de Bordeau Métropole (anciennement, Communauté urbaine de Bordeaux ou CUB).
La commune  appartient à l'unité urbaine de Bordeaux, une agglomération intra-départementale regroupant 73 communes et 1 022 534 habitants en 2022, dont elle est une commune de la banlieue. L'agglomération de Bordeaux est la sixième plus importante de la France en termes de population, derrière celles de Paris, Lyon, Marseille-Aix-en-Provence, Lille (partie française) et Toulouse,.
Par ailleurs la commune fait partie de l'aire d'attraction de Bordeaux, dont elle est une commune du pôle principal. Cette aire, qui regroupe 275 communes, est catégorisée dans les aires de 700 000 habitants ou plus (hors Paris),.

## Population et société
Limitrophe de Bordeaux, la commune du Bouscat est une banlieue résidentielle aisée.

### Démographie

#### Évolution démographique
L'évolution du nombre d'habitants est connue à travers les recensements de la population effectués dans la commune depuis 1793. Pour les communes de plus de 10 000 habitants les recensements ont lieu chaque année à la suite d'une enquête par sondage auprès d'un échantillon d'adresses représentant 8 % de leurs logements, contrairement aux autres communes qui ont un recensement réel tous les cinq ans,.

En 2022, la commune comptait 24 262 habitants, en évolution de +1,65 % par rapport à 2016 (Gironde : +6,91 %, France hors Mayotte : +2,11 %).
| 1793  | 1800  | 1806  | 1821  | 1831  | 1836  | 1841  | 1846  | 1851  |
| ----- | ----- | ----- | ----- | ----- | ----- | ----- | ----- | ----- |
| 1 650 | 1 404 | 1 577 | 1 629 | 1 729 | 1 758 | 1 988 | 2 314 | 2 338 |

| 1856  | 1861  | 1866  | 1872  | 1876  | 1881  | 1886  | 1891  | 1896  |
| ----- | ----- | ----- | ----- | ----- | ----- | ----- | ----- | ----- |
| 2 803 | 3 565 | 2 907 | 3 455 | 4 182 | 4 534 | 6 463 | 8 223 | 9 315 |

| 1901   | 1906   | 1911   | 1921   | 1926   | 1931   | 1936   | 1946   | 1954   |
| ------ | ------ | ------ | ------ | ------ | ------ | ------ | ------ | ------ |
| 10 446 | 11 092 | 11 347 | 13 085 | 14 572 | 16 128 | 17 653 | 18 901 | 19 558 |

| 1962   | 1968   | 1975   | 1982   | 1990   | 1999   | 2006   | 2011   | 2016   |
| ------ | ------ | ------ | ------ | ------ | ------ | ------ | ------ | ------ |
| 21 404 | 22 550 | 21 126 | 20 906 | 21 538 | 22 455 | 23 411 | 23 075 | 23 869 |

| 2021   | 2022   | - | - | - | - | - | - | - |
| ------ | ------ | - | - | - | - | - | - | - |
| 24 339 | 24 262 | - | - | - | - | - | - | - |

### Politique de développement durable
La commune a engagé une politique de développement durable en lançant une démarche d'Agenda 21.
L'assainissement collectif est assuré par Bordeaux Métropole (anciennement, Communauté urbaine de Bordeaux ou CUB).

### Enseignement

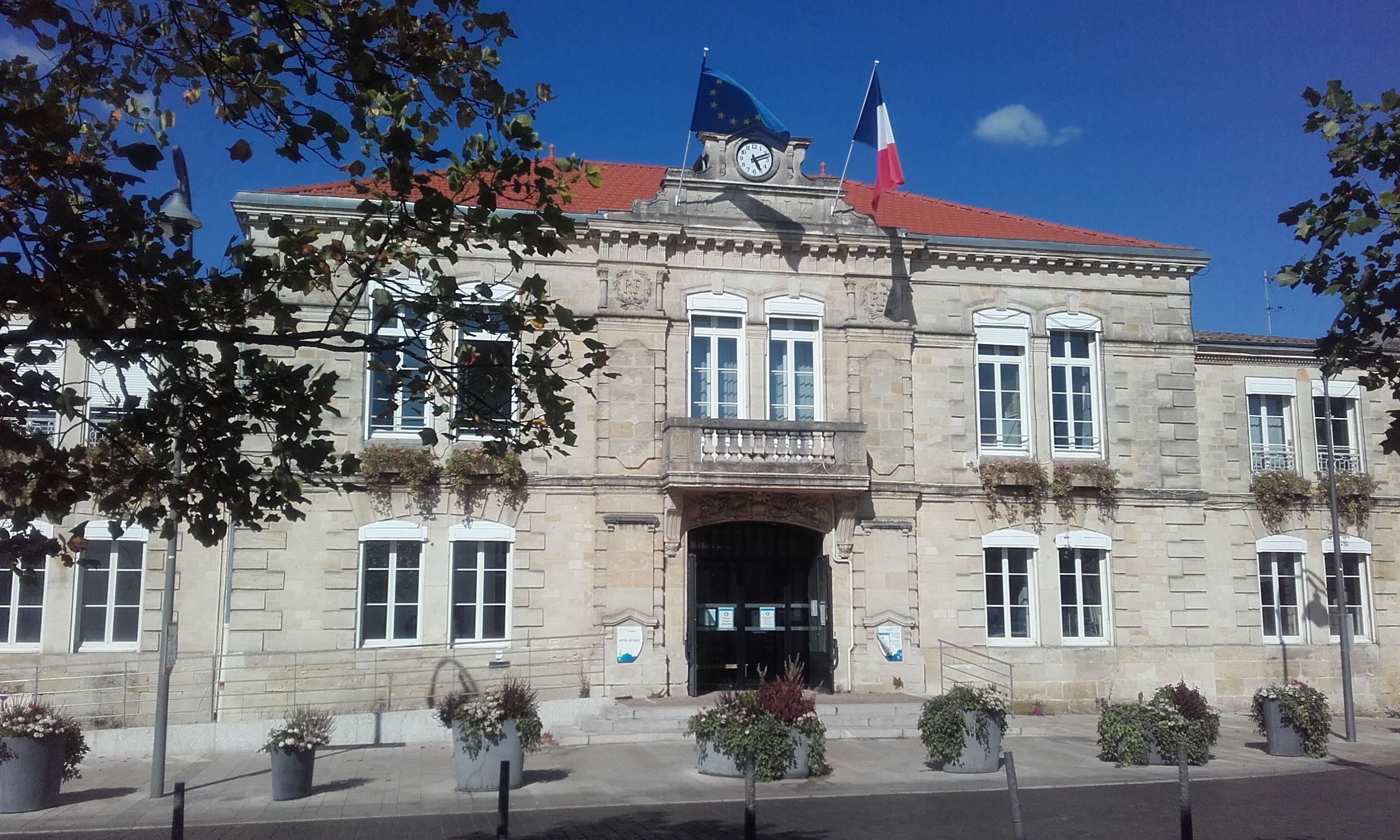
Mairie Le Boucat.

Établissements d'enseignements, :
- Écoles maternelles,
- Écoles primaires,
- Collèges,
- Lycées à Bordeaux.

### Santé
Professionnels et établissements de santé :
- Médecins,
- Pharmacies,
- Hôpital suburbain,
- Polycliniques à Bruges,
- Le centre hospitalier universitaire de Bordeaux.
- L’ « Hôpital Suburbain du Bouscat » est un établissement de santé privé au statut d’association sans but lucratif. Fondé par le Docteur Delaye en 1903, et destiné aux enfants indigents, l’hôpital est reconnu d’utilité publique en 1923, et participe depuis 1983 à la mission de service public hospitalier.

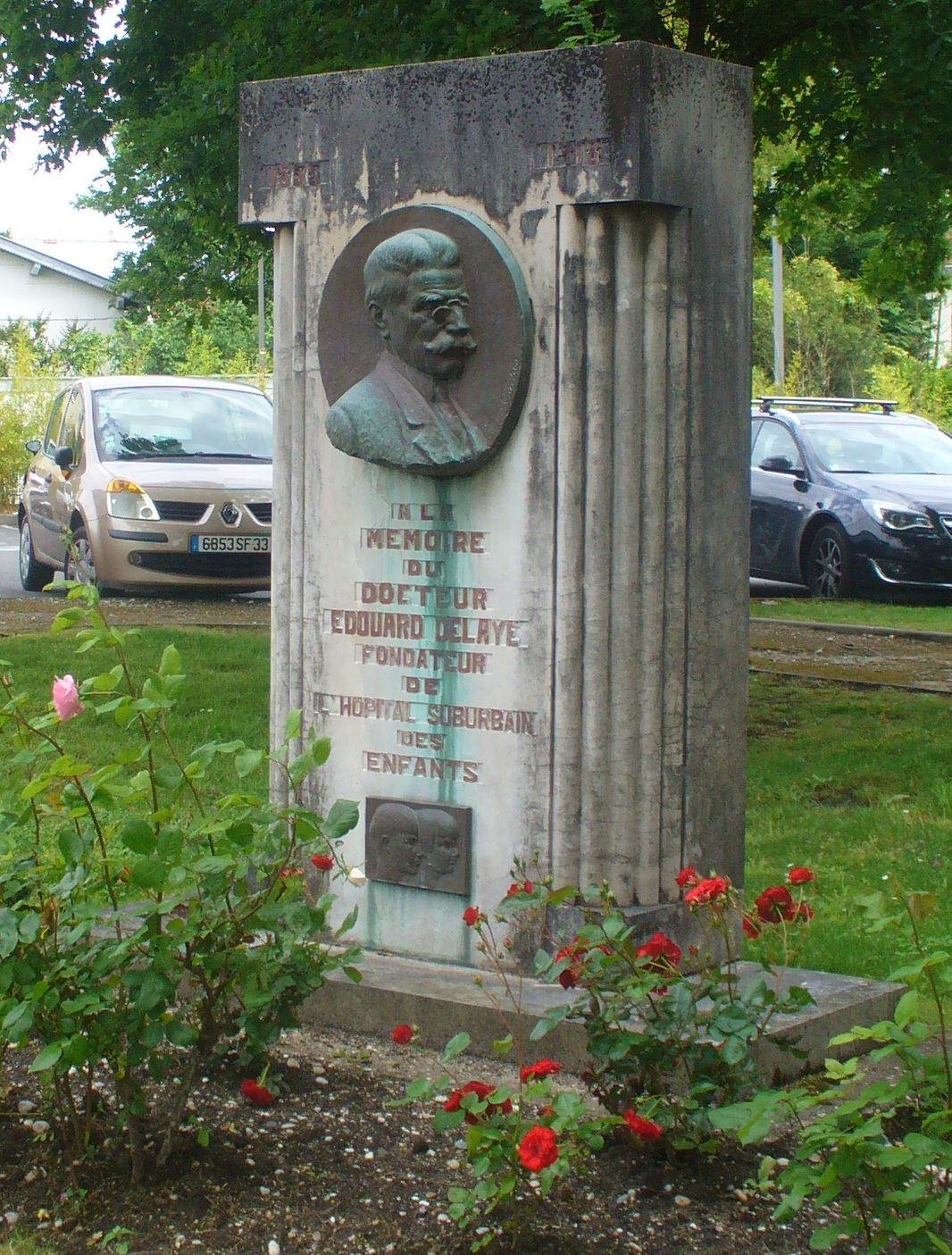
Stèle à l’effigie du Dr Delaye (1931).

Historique de l'hôpital :,,
Édouard Delaye (1855-1913), né en 1855 à Libourne est venu s’installer au Bouscat en 1884 et exerce comme médecin à l’Assistance publique.
Le docteur Delaye conçoit en 1898 de fonder un hôpital pour les enfants que celui de Bordeaux (cours de l’Argonne actuel) ne peut recevoir. Il prévoit de soigner gratuitement les enfants pauvres des communes du Bouscat, Bruges et Caudéran, hors du centre urbain de Bordeaux pour l’hygiène et la salubrité. Il obtient des subventions des trois communes et du Conseil général de la Gironde ainsi que des dons privés. Deux pavillons, l’un de chirurgie pour 24 enfants et l’autre administratif sont inaugurés en octobre 1903.
Les religieuses de la Sainte-Famille, branche de l’Immaculée conception, gèrent l’établissement de 1904 à août 1975.
Une chapelle fut aménagée en 1928 puis agrandie et ultérieurement transformée en centre culturel.
Au décès du Dr Édouard Delaye, son fils Paul Delaye (1890-1978), également médecin, prit la suite.
Les de Luze et Cruse furent administrateurs durant de longues années. L’œuvre fut reconnue d’utilité publique en 1923. Avec la proximité avec l’hippodrome, un service annexe s’occupait des blessés à l’occasion des courses de chevaux.
En juillet 1974, l’Hôpital des Enfants devint simplement l’Hôpital Suburbain du Bouscat. À partir de 1977 fut construite un nouveau bâtiment (aile Sud actuelle), et l’établissement devint un centre médico-chirurgical généraliste.
En 2011, un programme de restructuration de l’hôpital est achevé, selon les plans du cabinet d’architecture Exaedre avec l’aide financière de sa tutelle, l’Agence régionale de santé.

### Cultes
- Culte catholique, Paroisse Le Bouscat-Bruges[63], Diocèse de Bordeaux.
- Temple[64].
- Pagode ou temple bouddhiste[65].
- Église orthodoxe Russe à Bordeaux[66].
- Grande synagogue de Bordeaux.
- Mosquée à Cadillac-en-Fronsadet[67].

## Économie
Taux de chômage en 2015 : 12,4 % (en 1999 : 12,8 %).

### Entreprises et commerces

#### Agriculture
- Sylviculture.
- Culture, élevage.
- Pêche et aquaculture.

#### Tourisme
- Restaurants[69].
- Chambres d'hôtes.
- Hôtels.

#### Commerces, industries et services
- Commerces de proximité[70].
- Garage ; usine de matières colorantes synthétiques S.A.R.L. Verna[71].
- Usine de chaussures dite Manufacture de chaussures le Caneton, puis Sté SO.LE.CAN[72].
- Usine de chaussures des Ets Florence[73].
- Usine de matériel d'équipement industriel des Ets Larrieu, puis S.A.R.L. Larrieu-Bedin, actuellement S.A. la Girondine[74].
- Usine d'ébénisterie S.A. Domecq[75].
- Les éditions Finitude ont depuis 2002 leur siège social dans la ville[76].

### Budget et fiscalité 2019
En 2019, le budget de la commune était constitué ainsi :
- total des produits de fonctionnement : 23 023 000 €, soit 993 € par habitant ;
- total des charges de fonctionnement : 22 754 000 €, soit 941 € par habitant ;
- total des ressources d'investissement : 6 622 000 €, soit 274 € par habitant ;
- total des emplois d'investissement : 5 734 000 €, soit 237 € par habitant ;
- endettement : 10 785 000 €, soit 446 € par habitant.

Avec les taux de fiscalité suivants :
- taxe d'habitation : 21,18 % ;
- taxe foncière sur les propriétés bâties : 27,92 % ;
- taxe foncière sur les propriétés non bâties : 61,87 % ;
- taxe additionnelle à la taxe foncière sur les propriétés non bâties : 0,00 % ;
- cotisation foncière des entreprises : 0,00 %.

Chiffres clés Revenus et pauvreté des ménages en 2018 : médiane en 2018 du revenu disponible, par unité de consommation : 25 180 €.
Pour mémoire : 
- Part des ménages fiscaux imposés en 2015 : 65,0 %[68].
- Médiane du revenu disponible par unité de consommation en 2015 : 23 797 €[79] (en 2012 : 23 033 €[80]).
- Taux de pauvreté en 2015 : 9,6 %[68].
- Revenu fiscal déclaré médian par ménage en 2010 : 30 090 €[81].

## Lieux et monuments

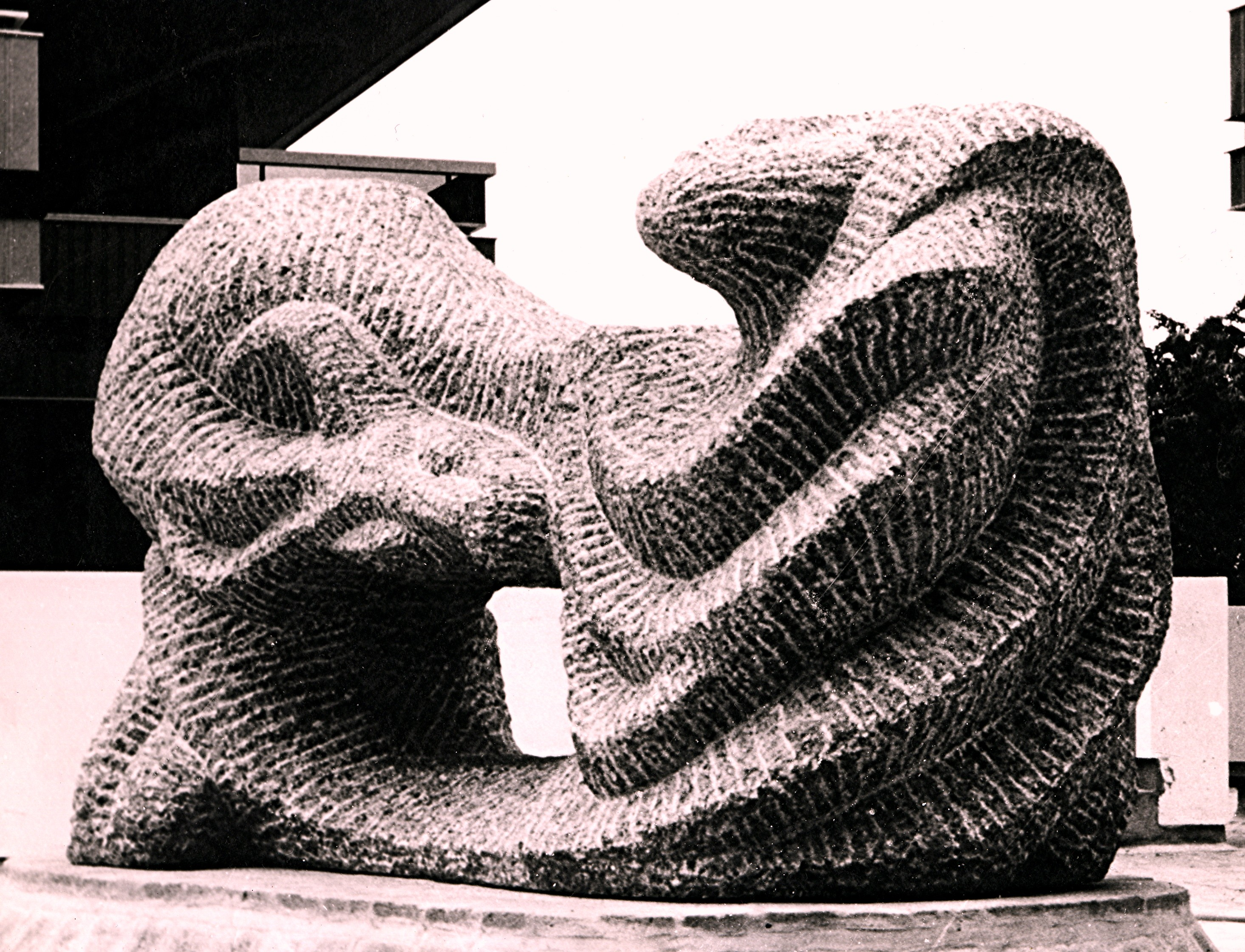
La Tauromachie de Shelomo Selinger, les arènes du Bouscat.

- La Sculpture La Tauromachie de Shelomo Selinger sur l'emplacement des anciennes arènes (ouvertes en 1921). De 10 500 places, l'arène accueille principalement des corridas, mais aussi des spectacles musicaux, catchs. Elle a été fermée en 1961 à la suite du mauvais entretien et de la chute d'un escalier qui a causé la mort[82]. Bien que des rachats et tentatives de sauvegarde aient été tentés, l'arène fut démolie en 1970 pour construire une résidence (nommée Les Arènes).
- Le Castel d'Andorte construit en 1785 dans l'actuel parc de la Chêneraie situé entre les rues Raymond-Lavigne et du Président-Kennedy. Inscrit monument historique en 2009[83].

Historique : En 1764, Etienne Duval, chevaler, seigneur de Castets-en-Dorthe, habitant Bordeaux en la paroisse Sainte-Eulalie, possède un château entourée de terre, dénommé par déformation le « Castel d’Andorte ». En 1785, il vend 5 ha de son domaine au chanoine Jean de Laborde, doyen du chapitre collégial de Saint-Seurin. Celui-ci décide d’y édifier l’actuel château au sein d’un domaine à vocation viticole et agricole. Pour ces constructions, il fait appel à l’architecte François Lhote élève de Victor Louis, de grande renommée après l’inauguration en 1780 du Grand-Théâtre. Lors de la Révolution de 1789, Laborde s'enfuit outre-mer et le manoir devint la propriété de l'État. La propriété est vendue comme bien national le 3 prairial an III (22 mai 1795). Le château et ses dépendances, fut au fil du temps, maison de plaisance, pensionnat protestant, résidence d'un négociant anglais. En 1844, la propriété est rachetée par le Docteur Joseph-Guillaume Desmaisons-Dupallans (1813-1900). Desmaison était le neveu du Docteur Guillotin. Après une tentative de carrière artistique ratée, il devint docteur en 1838, formé à Paris par le Docteur Esquirol,fondateur de la psychiatrie. Précédemment en 1840, cet aliéniste avait fait un voyage en Italie pour enquêter sur le meilleur modèle pour son projet d’asile. Il installe en 1845 dans la propriété « l’asile privé du Castel d’Andorte » destiné à des « malades de l’esprit » fortunés. Son gendre, le docteur Gaston Lalanne (1862-1924), prit la suite de la direction de l’hôpital ; passionné d’archéologie, mais aussi botaniste et grand amateur d’orchidées, il fit construire des serres. La bonne réputation de l’établissement était telle que des malades venaient aussi de l’étranger. Ainsi le Docteur Lalanne eut pour patient en 1901, le jeune poète espagnol Juan Ramon Jiménez, perturbé par la mort de son père, mais qui fut renvoyé pour avoir séduit Jeanne-Marie, l’épouse du médecin. Le docteur Pierre Charon sera le dernier directeur de cet établissement qui ferma en octobre 1968. Cette même année, la ville du Bouscat achète la partie Est du domaine. Elle ouvrit le jardin de 11 ha au public qui devint le Parc de la Chêneraie, et construisit des courts de tennis. Une école de musique municipale est ouverte en 1979 et une crèche en 1980. En 1989, la ville achète le château et met à disposition des « salles du Carré ». À la suite d'une concertation avec les Bouscatais pour la réhabilitation du château, un projet de pôle de création artistique et culturel est retenu. Un appel à mécénat pour la réalisation du projet est lancé en 2018.
En mars 2022, un appel aux dons a été lancé  via la Fondation du Patrimoine avec la volonté des habitants de transformer le site en un établissement culturel.
- L'église Sainte-Clotilde occupe l’emplacement d’une ancienne chapelle datant de 1820. Elle fut construite entre 1852 et 1854 par l'architecte Durassié dans un style néo-roman. Elle fut agrandie par une immense construction latérale moderne en 1964 due à l'architecte Prévot. L'orgue a été livré le 29 novembre 1899 par Auguste Commaille[88] et restauré en 1985 par Alain Faye[89].
- Le Parc de l'Ermitage, situé près de la mairie.
- La villa Maria-Luisa, belle demeure bourgeoise dans un jardin verdoyant s’ouvrant par un portail en fer forgé, située au 39 avenue de la Libération. Elle abrite aujourd'hui un restaurant, "Le Murano".
- La villa Jeanne, voisine de la précédente, maison réalisée en 1898 par l'architecte Bertrand Alfred-Duprat, inscrite monument historique en 2001[90].
- 4 bas-reliefs[91].
- Le château des Tours, 246 avenue de la Libération, construite dans les années 1870 pour Léon Segol père, propriétaire des Grands Chais du Médoc, dirigés ensuite par Léon Segol fils[92].
- Le monument aux morts[93] : Conflits commémorés : Guerre franco-allemande de 1914-1918 - 1939-1945 - AFN-Algérie (1954-1962).

Galerie Lieux et monuments
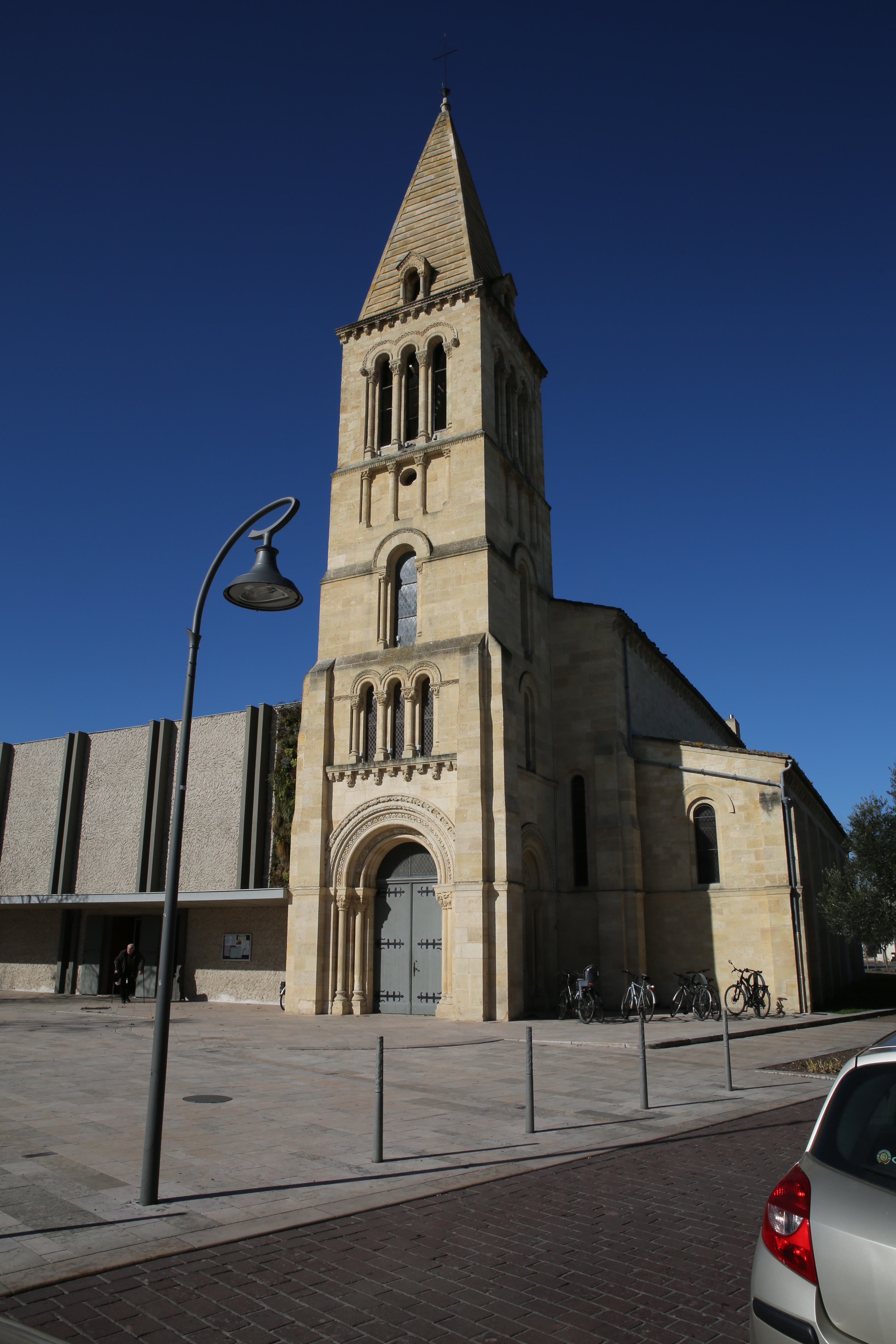
Église Sainte-Clotilde.
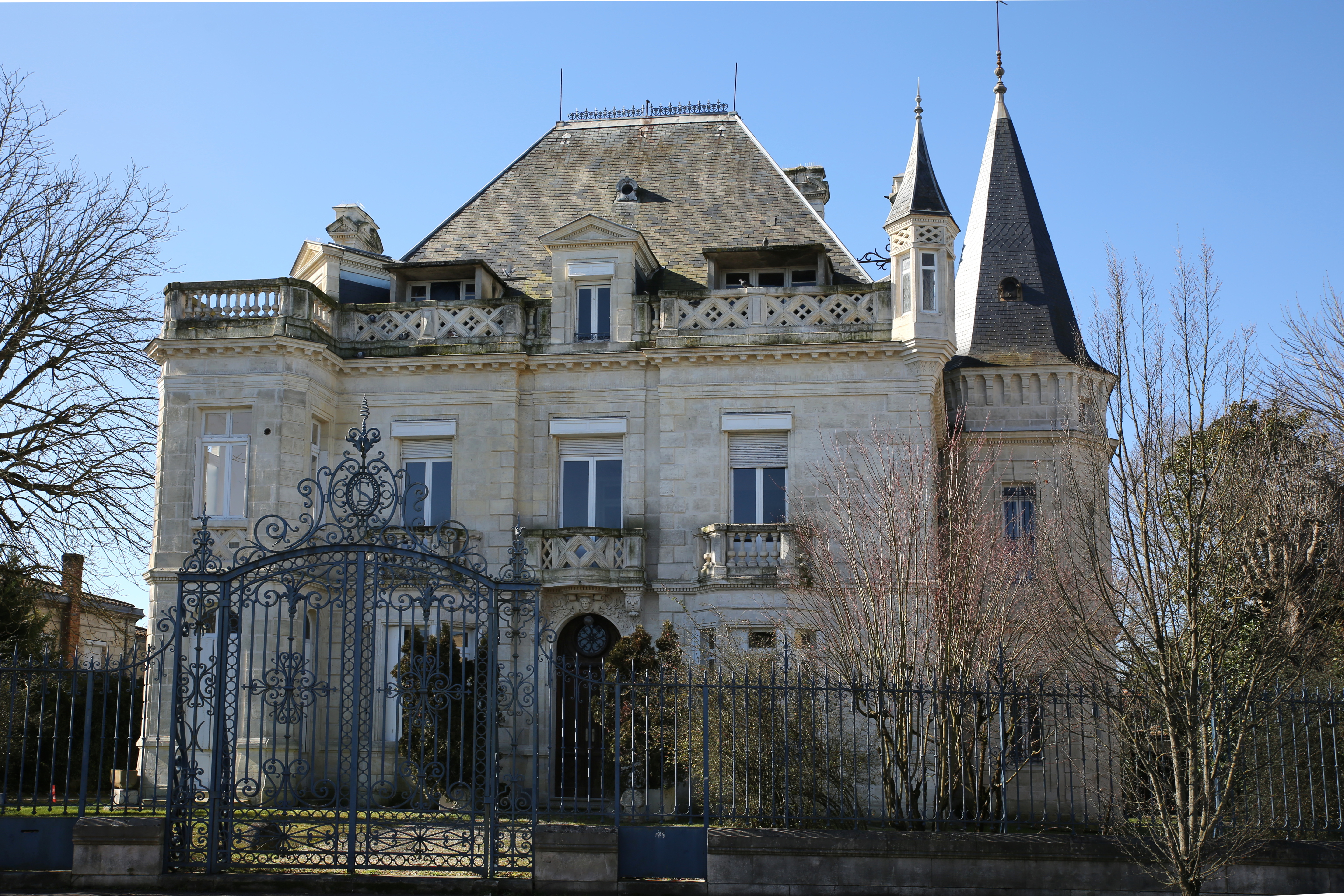
Château des Tours.
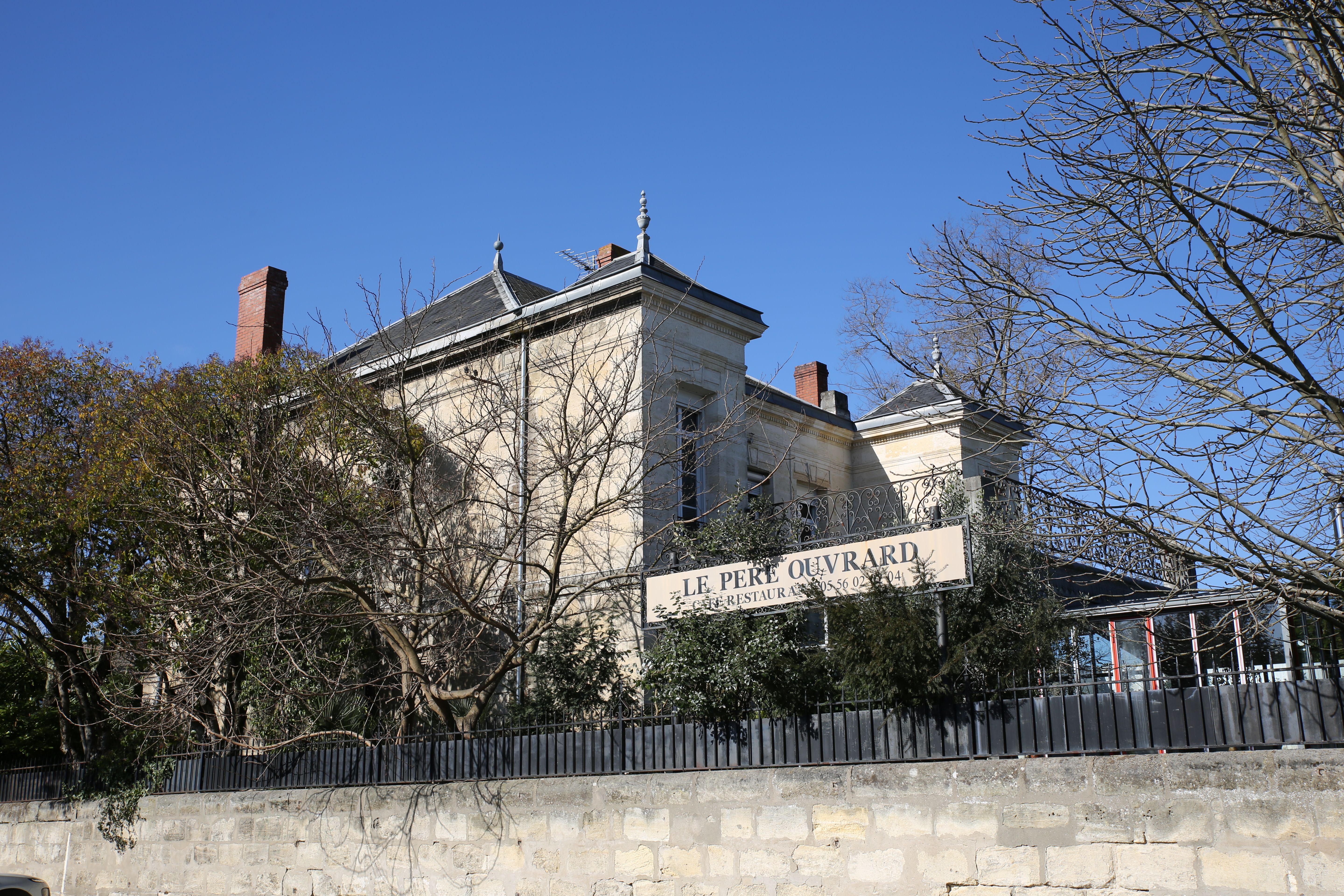
Villa Maria-Luisa.
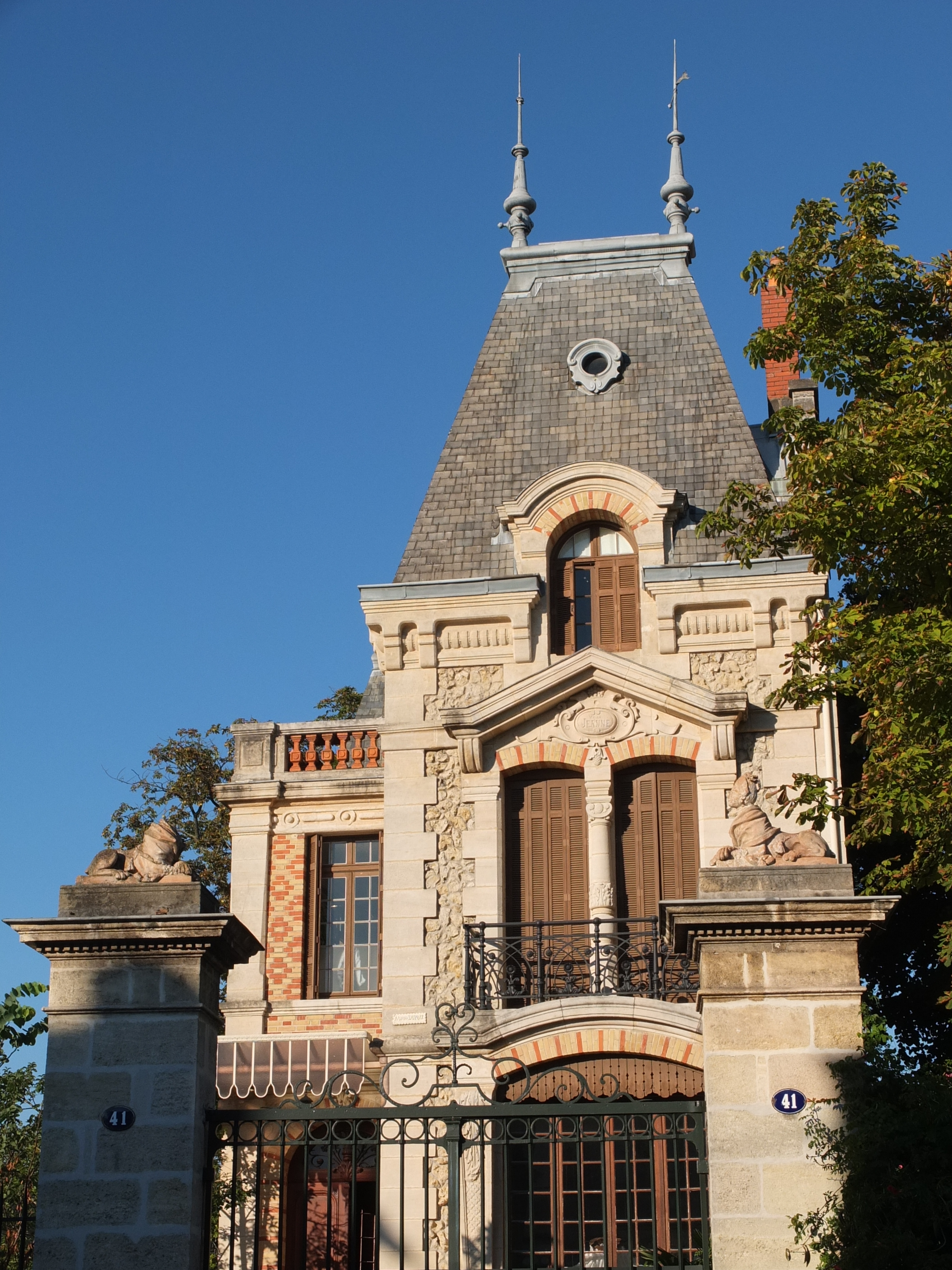
Villa Jeanne.
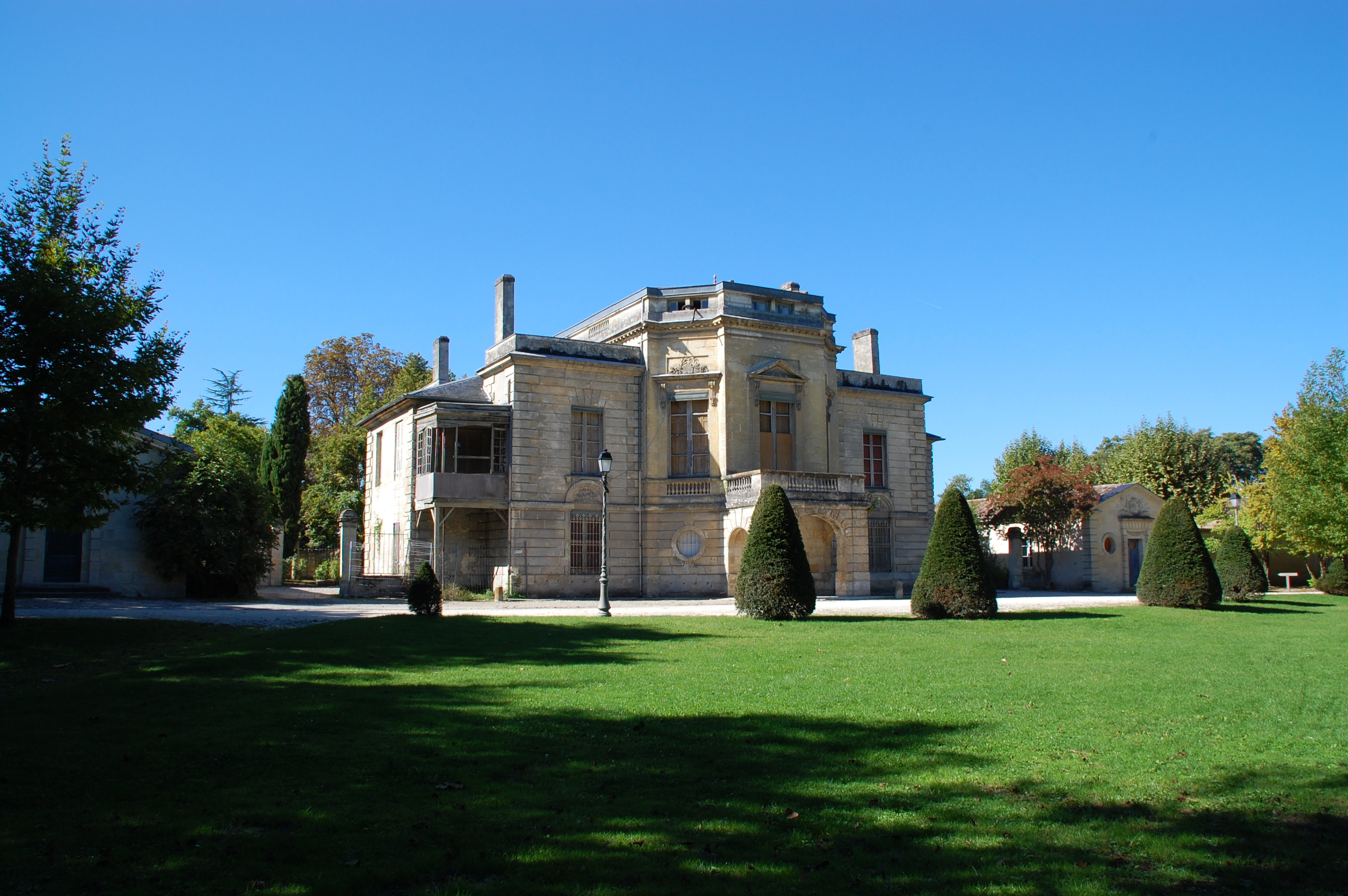
Castel d'Andorte.
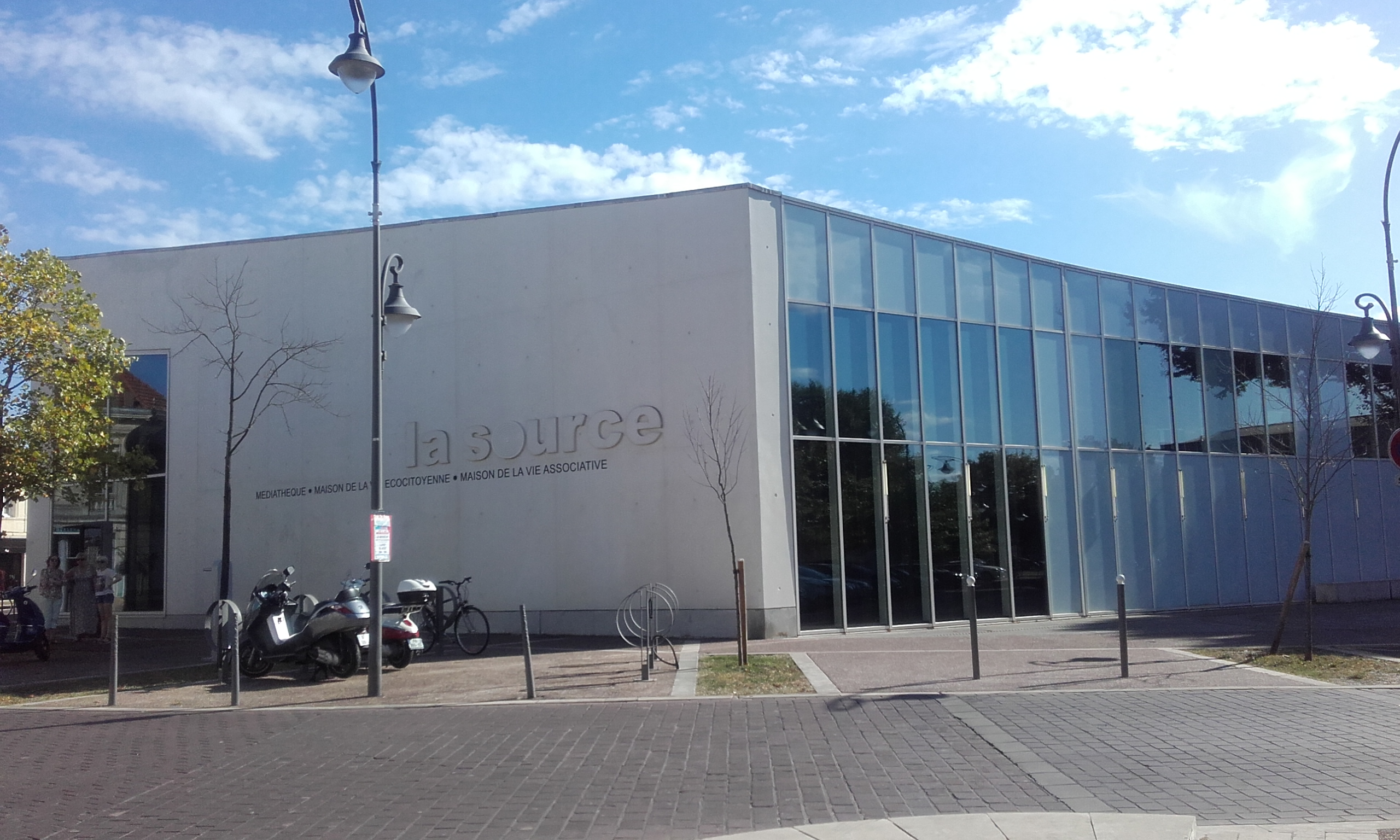
Médiathèque.
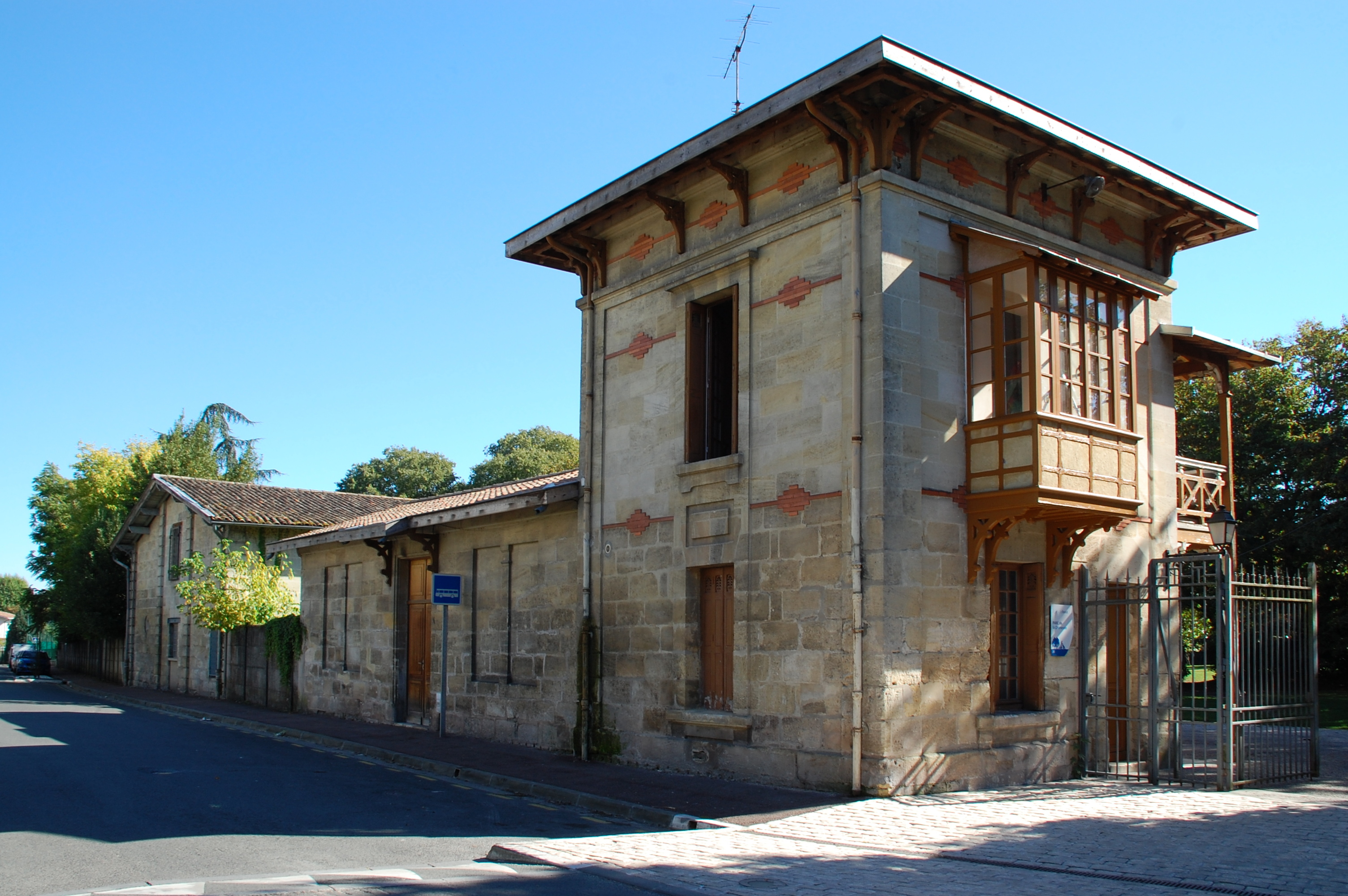
Parc de la Chêneraie (entrée rue du Président Kennedy).
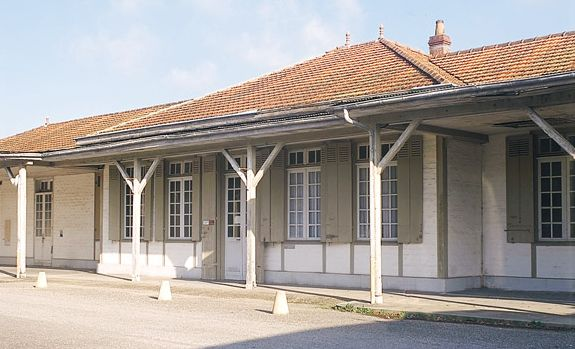
Ancien pavillon administratif de l’hôpital suburbain[94].

## Personnalités liées à la commune

### Nés au Bouscat
- Armand Calmel (1871-1959), sénateur sous la Troisième République.
- Joseph-Honoré Ricard (1880-1948), ingénieur agronome et homme politique.
- Raymond Ritter (1894-1974), écrivain et pyrénéiste.
- André Lichtwitz (1899-1962), médecin-militaire, Compagnon de la Libération, médecin personnel du général de Gaulle
- Jean Couvreur (1903-2001), journaliste.
- Germaine Lacaze (1908-1994), artiste peintre figurative se situant dans la suite des peintres de la réalité poétique.
- Michel Rambaut (1929-2009), physicien français.
- Gilbert Beugniot (1940-2012), comédien français.
- Cisco Herzhaft (né 1947), guitariste français folk.

### Morts au Bouscat
- Jean-Jacques Avril (1752-1839), général des armées de la République et de l'Empire, né à Loudun (86), mort dans la commune.
- Joseph-Adolphe Thiac (1800-24 décembre 1865), architecte français.
- Maurice Sère (1904-1985), résistant français, Compagnon de la Libération.

### Ayant vécu au Bouscat
- Antoine Gautier (1798-1882) commence sa carrière politique en 1826, comme maire du Bouscat. Il est révoqué de ses fonctions le 28 juin 1830, puis réintégré en août. Il démissionne peu de temps après et devient conseiller municipal de Bordeaux le 4 septembre 1830[95].
- Marie d'Agon de la Contrie (1848-1908), femme de lettres et auteure de livres pour la jeunesse, a vécu au Bouscat de 1886 à 1891.
- Jean-Gaston Lalanne (1862-1924), né à Talais[96], docteur en sciences et en médecine, directeur de la maison de santé de Castel d'Andorte au Bouscat (fondée en 1845), mandate les fouilles de l'abri du Cap Blanc et de l'abri de Laussel[97] et est crédité pour la découverte de la vénus de Laussel et autres gravures et sculptures sur plaques de ces sites paléolithiques.
- Alain Afflelou (1948-), opticien, entrepreneur crée son premier magasin dans la ville.
- Philippe Fargeon (1964-), ex-footballeur et international français, adjoint aux sports depuis 2001.
- Laurent Blanc (1965-), ex-footballeur et entraineur, a vécu au Bouscat lorsqu'il entrainait les Girondins de 2007 à 2010.
- Maxime Machenaud (1988-), rugbyman, a grandi au Bouscat.
- Sara Forever (1989-), drag queen, chorégraphe, danseur, artiste interprète, et né et a grandi au Bouscat.

## Vie locale

### Sports
Les équipements sportifs sont le stade Sainte-Germaine, l'hippodrome du Bouscat (hippodrome de Bordeaux), la plaine des sports des Ecus, la piscine municipale.
L'Union Sportive du Bouscat (U.S.B.), est très reconnue dans l'agglomération bordelaise, notamment ses sections rugby et tir à l'arc, dont les équipes jeunes (en particulier les équipes junior et reichel) ont un rayonnement national.
Les sports de l'esprit ne sont pas en reste : le club bouscatais de Scrabble a été champion de France en 2011, 2012, 2014, 2017 et 2018.

### Manifestations
La ville compte de très nombreuses animations :
- Le Salon du Livre, qui a lieu en mars depuis 2001
- La Fête du Cheval, en septembre à l'hippodrome, avec plus de 20 000 visiteurs, depuis 2015
- La Fête des Jardins, dans le Parc de l'Ermitage, au Printemps

## Jumelages
- Arnstadt (Allemagne) depuis le 15 mai 1995[98]
- Glen Ellyn (États-Unis)[99].